# U-20
Pour les articles homonymes, voir U20.
| Sigles de 2 caractères   |
| ► Sigles de 3 caractères |
| Sigles de 4 caractères   |
| Sigles de 5 caractères   |
| Sigles de 6 caractères   |
| Sigles de 7 caractères   |
| Sigles de 8 caractères   |

U-20 est une abréviation désignant une compétition sportive réservée aux joueurs de moins de 20 ans (en anglais : Under the age of 20).
On peut également parler de compétition U-23, U-22, U-21, U-19, U-18, U-17 et U-16.